# 浦田站 (岡山縣)

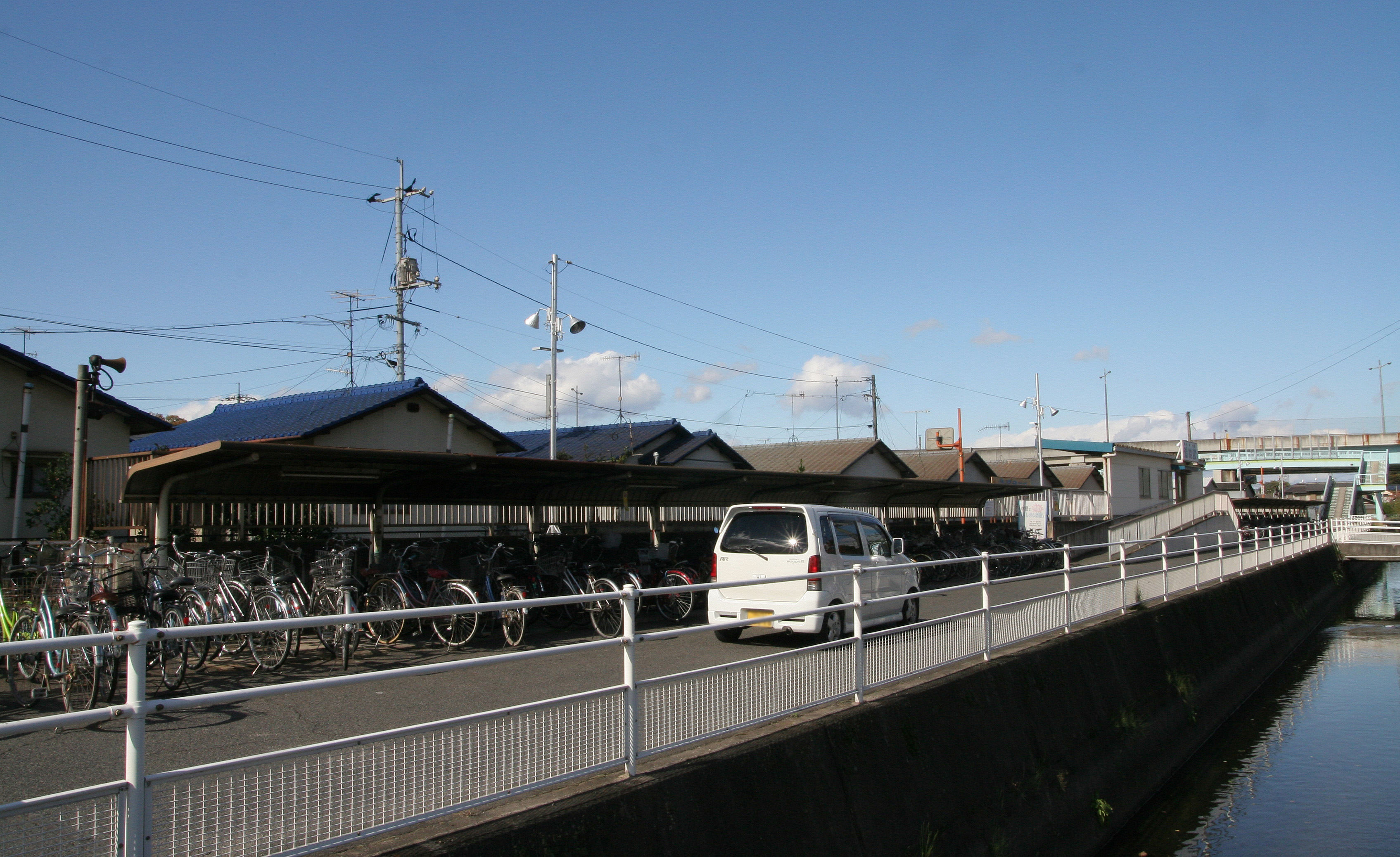
車站全景（2008年11月）

浦田站（日语：／ Urada eki */?）是位於岡山縣倉敷市福田町浦田，屬於水島臨海鐵道的水島本線車站。車站編號為MR4。

## 歷史
- 1988年（昭和63年）3月13日 - 車站啟用。

## 車站構造
此站是設有1面1線單式月台的地面車站，也是沒有設置站房和候車室的無人車站。月台部分位置設有上蓋。

## 利用狀況
以下為1日平均乘車和上下車人次列表。
| 年度   | 1日平均 乘車人冷 | 1日平均 上下車人次 |
| ------ | ---------------- | ------------------ |
| 1999年 | 313              | 636                |
| 2000年 | 285              | 585                |
| 2001年 | 257              | 541                |
| 2002年 | 250              | 535                |
| 2003年 | 247              | 529                |
| 2004年 | 241              | 518                |
| 2005年 | 245              | 527                |
| 2006年 | 244              | 527                |
| 2007年 | 258              | 557                |
| 2008年 | 273              | 587                |
| 2009年 | 278              | 597                |

## 車站周邊
站前設有縣道福田老松線（通稱：大高街道）通過。車站最近的巴士站是下津井電鐵「浦田站前」巴士站。
- 倉敷市立旭丘小學
- 壽遠寺

## 相鄰車站
水島臨海鐵道
水島本線
福井（MR3）－浦田（MR4）－彌生（MR5）

## 注腳
1. ↑  岡山縣統計年報